# Sibley (Iowa)
Pour les articles homonymes, voir Sibley.
La ville américaine de Sibley est le siège du comté d’Osceola, dans l’État de l’Iowa. Elle comptait 2 796 habitants lors du recensement de 2000.

## Histoire
La localité a été nommée en hommage au général Henry Hastings Sibley.

## Source
- (en) Cet article est partiellement ou en totalité issu de l’article de Wikipédia en anglais intitulé « Sibley, Iowa » (voir la liste des auteurs).